# Макс Шиндлер
Максиміліан «Макс» Йозеф Шиндлер (нім. Maximilian "Max" Josef Schindler; 11 грудня 1880, Мюнхен — 15 січня 1963, Мюнхен) — німецький офіцер, генерал-лейтенант вермахту. Кавалер Лицарського хреста Хреста Воєнних заслуг з мечами.

## Біографія
Син лікаря Йоганна Шиндлера і його дружини Рози, уродженої Мюнстерер. В 13 років втратив батька. 14 липня 1900 року вступив в Баварську армію. Учасник Першої світової війни. Після демобілізації армії залишений в рейхсвері. З 1 квітня 1933 року — військовий аташе у Варшаві. З 1 жовтня 1936 року — інспектор поповнення Великого Гамбурга. 31 березня 1935 року вийшов у відставку. 1 липня 1938 року переданий в розпорядження сухопутних військ, в тому ж році очолив німецьку військову місію в Туреччині. З 25 листопада 1939 року — промисловий представник ОКВ при сталеварному заводі в місті Стальова Воля. В грудні 1939 року купив державний завод боєприпасів MESKO в місті Скаржисько-Каменна. З 19 червня 1940 року — начальник інспекції озброєнь Оберост (з 15 серпня 1940 року — генерал-губернаторства), з 9 червня 1941 року — Кракову. З 31 серпня 1944 року — інспектор з питань евакуації Імперського міністерства озброєнь і військової промисловості, 1 вересня 1944 року — уповноважений представник міністерства на Заході. В 1945 році звільнений у відставку.

## Звання
- Фанен-юнкер (14 липня 1900)
- Єфрейтор (1 листопада 1900)
- Унтерофіцер (1 грудня 1900)
- Фенріх (18 лютого 1901)
- Лейтенант (28 жовтня 1902)
- Оберлейтенант (3 березня 1911)
- Гауптман (16 грудня 1914) — патент від 28 травня 1914 року.
- Майор (5 лютого 1923)
- Оберстлейтенант (1 квітня 1927)
- Оберст (1 лютого 1930)
- Генерал-майор (1 грудня 1932)
- Генерал-лейтенант (1 лютого 1934)

## Нагороди
- Медаль принца-регента Луїтпольда
- Орден Корони (Пруссія) 4-го класу (1913)
- Військовий хрест «За заслуги» (Баварія) 3-го класу
- Залізний хрест
  - 2-го класу (7 жовтня 1914)
  - 1-го класу (14 вересня 1915)
- Орден «За заслуги» (Баварія) 4-го класу з мечами (14 лютого 1915)
- Орден Залізної Корони 3-го класу з військовою відзнакою (Австро-Угорщина; 1917)
- Королівський орден дому Гогенцоллернів, лицарський хрест з мечами (1917)
- Ганзейський Хрест
  - Бремен
  - Гамбург (1918)
- Нагрудний знак «За поранення» в чорному (1918)
- Хрест «За вислугу років» (Баварія) 2-го класу (24 роки)
- Знак керівника гірських військ
- Пам'ятна військова медаль (Угорщина) з мечами (1931)
- Почесний хрест ветерана війни з мечами
- Медаль «За вислугу років у Вермахті» 4-го, 3-го, 2-го і 1-го класу (25 років)
- Застібка до Залізного хреста 2-го класу (1940)
- Хрест Воєнних заслуг
  - 2-го класу з мечами (1940)
  - 1-го класу з мечами (1942)
- Орден «Святий Олександр», великий офіцерський хрест з мечами на кільці (Третє Болгарське царство; 1941)
- Орден військових заслуг (Іспанія), великий хрест білого дивізіону (1942)
- Орден Зірки Румунії, великий хрест (1942)
- Орден Римського орла, великий офіцерський хрест з мечами (Королівство Італія; 1942)
- Лицарський хрест Хреста Воєнних заслуг з мечами (24 червня 1944)

## Факти
- Оскар Шиндлер поширював чутки, що він родич генерал-лейтенанта Шиндлера, для прикриття своєї діяльності з порятунку євреїв: наявність «родича» в Імперському міністерстві озброєнь і боєприпасів дозволяла йому утримувати євреїв на своєму заводі без загрози їх депортації в концтабори.